# Savage Arms
Savage Arms Company — одна из старейших американских оружейных компаний, помимо вооружения производит разные виды боеприпасов и аксессуаров к нему. Штаб-квартира расположена в Уэстфилде, штат Массачусетс, одно из производственных подразделений находится в Лейкфилде (Онтарио, Канада). Была основана в 1894 году Артуром Сэвиджем (Ютика, штат Нью-Йорк). В течение первой мировой войны занималась производством ручных пулеметов Lewis, в межвоенный период переключилась на производство гражданского оружия. В течение Второй мировой войны вернулась к выпуску военной продукции, в частности — пистолет-пулемётов Томпсона и армейских боеприпасов.

## Продукция и разработки
- Savage Model 99 — винтовка рычажного действия
- Пулемёт Льюиса
- Savage 10FP
- Savage 110FP
- Savage Model 1907
- .300 Savage
- .303 Savage
- 5,6×52 мм R (.22 Savage Hi-Power)
- пистолет-пулемет Томпсона
- 250-3000 Savage